# Infinit
Infinit Io est une entreprise[Où ?] gérant un service de transfert/partage de fichiers développé par Infinit International Inc. Le produit Infinit (fermé en 2017) prend la forme d'un client natif qui fonctionne sur OS X (10.7+), Windows, Gnu/Linux, iOS et Android.
Le produit permet à ses utilisateurs d'envoyer des fichiers par un simple «glisser-déposer», tandis que les données sont transmises directement entre les machines en pair-à-pair (peer-to-peer), contrairement aux services cloud qui stockent les fichiers dans un centre de données. Il a été rapporté que le service est plus rapide que les solutions existantes, y compris le protocole de transfert d'Apple AirDrop. Les fichiers ne sont pas stockés dans le cloud et sont préalablement chiffrés localement, c'est-à-dire avant que ceux-ci ne quittent l'ordinateur de l'expéditeur de sorte que seul le destinataire puisse les déchiffrer.
La société a été active du 20 février 2012 (immatriculation) au 13 juin 2017 (radiation).

## Histoire
Infinit possède des bureaux au 25, rue Titon, 75011, à Paris, en France ainsi qu'à New York, aux États-Unis au 407 Broadway.
La société a reçu environ 0,5 million de dollars d'investissement de Alive Ideas et autres business angels. Après quatre mois de développement, la société a lancé son premier produit de transfert de fichiers sur Mac OS X.
Infinit a été membre de la saison 2 de l'accélérateur de startup parisien, Le Camping. Infinit a participé a ce programme d'accélération pendant six mois, de septembre 2011 à mars 2012. En juillet 2013, Infinit a été sélectionné par Agoranov, un incubateur de sociétés innovantes, basé à Paris.
Infinit a été lauréat de nombre de compétitions comme QPrize 2012 de Qualcomm et du Concours national d'innovation organisé par le ministère de l'Enseignement supérieur et de la Recherche en 2014. En mars de cette même année, Infinit était l'une des 13 startups mondiales sélectionnées (sur plus de 2 000 inscrits) par Techstars, un accélérateur de startups basé à New York. En mai 2014, Infinit lève 1,8 million de dollars de financement de la part d'Alven Capital Partners et 360 Capital Partners.
En novembre 2014, plus de 400 quadrillion de bits ont été transmis via Infinit.
En Décembre 2016, la société Infinit est rachetée par Docker.
Le 13 juin 2017, la société Infinit Io a été radié du registre du commerce.

## Technologie
La société maintient et développe la technologie développée par un de ses cofondateurs, Julien Quintard, au cours de sa recherche comme étudiant en doctorat à l'université de Cambridge.